# 凹耳蛙
凹耳蛙（学名：Odorrana tormota）为赤蛙科臭蛙属的两栖动物，是中国的特有物种。分布于浙江安吉县和建德市以及安徽黄山，一般栖息于山溪附近。其生存的海拔范围为380至700米。该物种的模式产地在安徽黄山。
凹耳蛙于1972年和1974年由中国科学家发现，1977年命名为凹耳蛙。

## 特征
雄蛙体长3～3.5厘米，雌蛙体长5.5～6厘米。
上唇具有黄白缘；背面为棕色或土褐色，杂有小黑斑，股部、胫部各有3～4条镶浅色边缘的黑色横纹；淡黄色腹部。鼓膜凹陷成一外听道；背侧褶显著；指端扩大成吸盘，雄性有一对咽侧下外声囊，第一指内侧有灰白色婚垫。

## 习性
繁殖期，凹耳蛙白天藏在岩石缝或土洞内，晚上栖息在山溪两旁的灌木或岩石上鸣叫。它是第一个被证实能发出20khz以上超声信号的非哺乳类脊椎动物。